# Södermanlands runinskrifter 281
Runinskrift Sö 281 är ett stort runstensfragment, som nu är inmurat i Strängnäs domkyrka i Strängnäs socken och Strängnäs kommun, Åkers härad i Södermanland.  

## Stenen
Den fragmentariska stenen upptäcktes 1863 och nyttjades då som tröskel inne i kyrkan, den plockades loss och infogades 1874 i tornets södra yttervägg till höger om domkyrkans port. Till vänster om porten sitter Sö 277 inmurad, därtill finns ytterligare fem runstenar eller fragment, antingen inmurade eller placerade utanför Strängnäs domkyrka. 
Stenen är en meter lång och materialet är sandsten. Vi får inte veta vem som reste stenen och vem Ulfs bror kan ha varit. Två viktiga namn finns dock i behåll: Ingvar och Särkland. Därmed kan vi vara säkra på att färden gick österut, för Särkland är arabernas land, Bagdadkalifatet, som sträckte sig till Kaspiska havet och som nåddes via de ryska floderna genom Gårdarike.
Bilden antyder runstenens troliga form i rest läge. Höjden kan bara gissas. Runtexter börjar normalt vid slingans huvud, så biten 1–2 saknas, likaså övriga markerade bitar. Texten löper medsols, vilket medför att runornas bas i den egentliga slingan är riktade mot stenens mitt. Ristaren gör en ny ansats vid (7) och följer konsekvent samma riktning, utåt/uppåt från huvudet sett. Tekniken med en extra runslinga är mindre vanlig.
Om stenens ursprungliga plats vet vi inget och runristaren är okänd. Han använde Svensk runrad från 1000-talet. U-runan är smal, spetsig, nästan utan rundning. Runorna är stora och djupt huggna och den översatta inskriften följer nedan:

## Inskriften
Inskriften med runor:
ᛅᛚᚢᛁ ᛬ ᛚᛁᛏ ᛫ ᚴᛁᚱᛅ ᛬ ᚴᚢᛒᛚ ᛬ ᛁᚠᛏᛁ… … ᛒᚢᚱᚦᚢᚱ ᛬ ᚢᛚᚠᛋ ᛫ ᚦᛁᛦ ᛫ ᛅᚢ… … ᛘᛁᚦ ᛫ ᛁᚴᚢᛅᚱᛁ ᛬ ᚯ ᛬ ᛋᛁᚱᚴ᛫ᛚᛅᛏ…
Translitterering av runraden:
...(a)lui : lit · kira : kubl : ifti... ... burþur : ulfs · þiʀ · a(u)... ... (m)iþ · ikuari : o : sirk·la(t)...
Normalisering till runsvenska:
...vi let gærva kumbl æfti[ʀ] ... broður Ulfs. Þæiʀ au[str]/au[starla] ... með Ingvari a Særkland[i].
Översättning till nusvenska:
... lät göra minnesmärket efter ... Ulvs broder. De --- österut ... med Ingvar i Särkland.
Inskriften slutar i metrisk form. Man tror att Särkland är den sista ordet i texten, då kan det saknade verbet inte vara "foro", utan "dogo", "föllo", "ändades" eller liknande. Annars om det fanns mer plats på stenen, då kunde man formulera texten med två verb, lika med Sö 131:
Þæiʀ au[str foro] ... með Ingvari
a Særkland[i  liggia syniʀ ...].

## Ingvarssten
Sö 281 tillhör gruppen av Ingvarsstenar som restes efter personer som for på vikingatåg med Ingvar. Efter sex år kom endast ett av trettio skepp tillbaka till Sverige. Detta ska ha varit år 1042 enligt Ingvar den vittfarnes saga.
S-runan i ’Ulfs’ är felvänd, jämför S-runan i ’Särkland’. 'Kumble' betyder ’minnesmärke’ och används synonymt med det mera vanliga ’sten’. R och B i ’broder’ har bytt plats, detta sker ofta i denna teckenkombination.
Slingan har drakhuvud med två rakt utstickande linjer istället för tunga, jämför Sö 279. 
Ingvar stavas IKVAR. Ostunget K dubblerade som G, och inför K/G föll nasalen N bort.
Särkland stavas SIRKLAT eller SERKLAD när stungna runor används. N faller bort framför T/D.

## Bilder

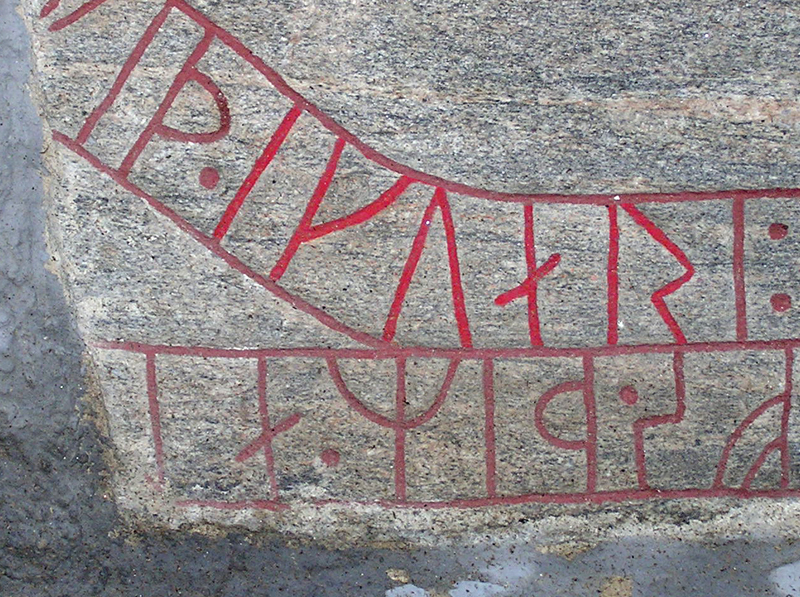
Ingvar (IKUARI) står i den inre slingan
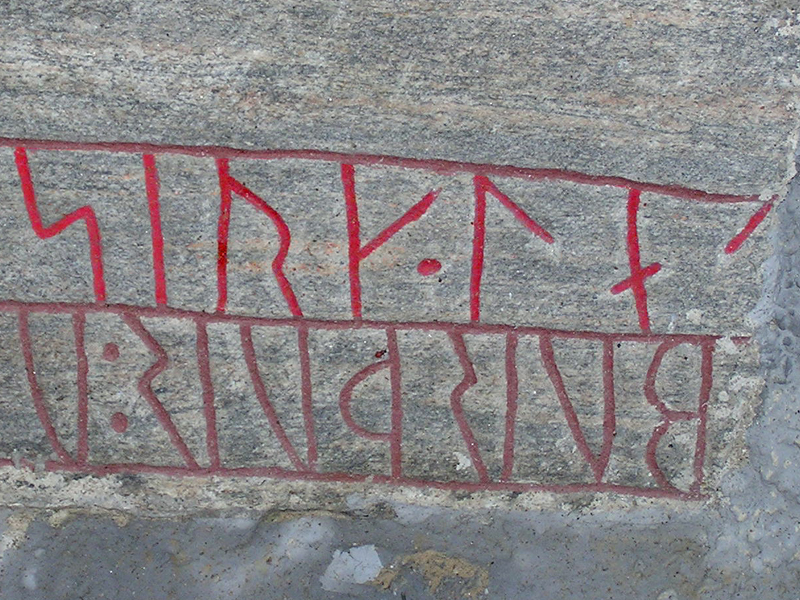
Särkland (SIRK*LA(T))
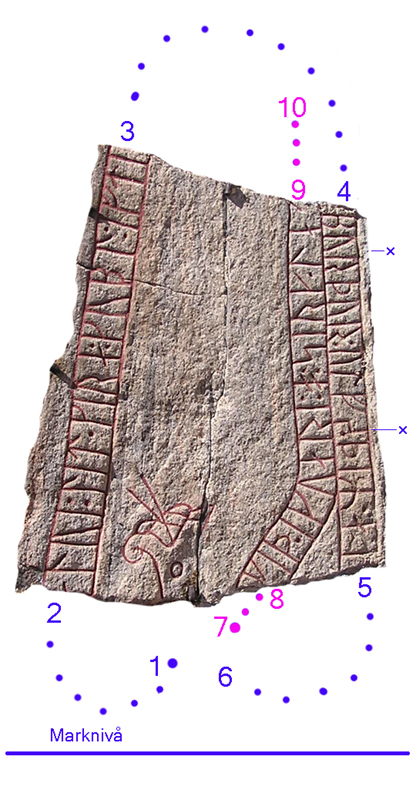
Sö 281 i upprest tillstånd. Siffrorna visar ställen där text saknas/fortsätter, x visar onormala runor/runföljd.
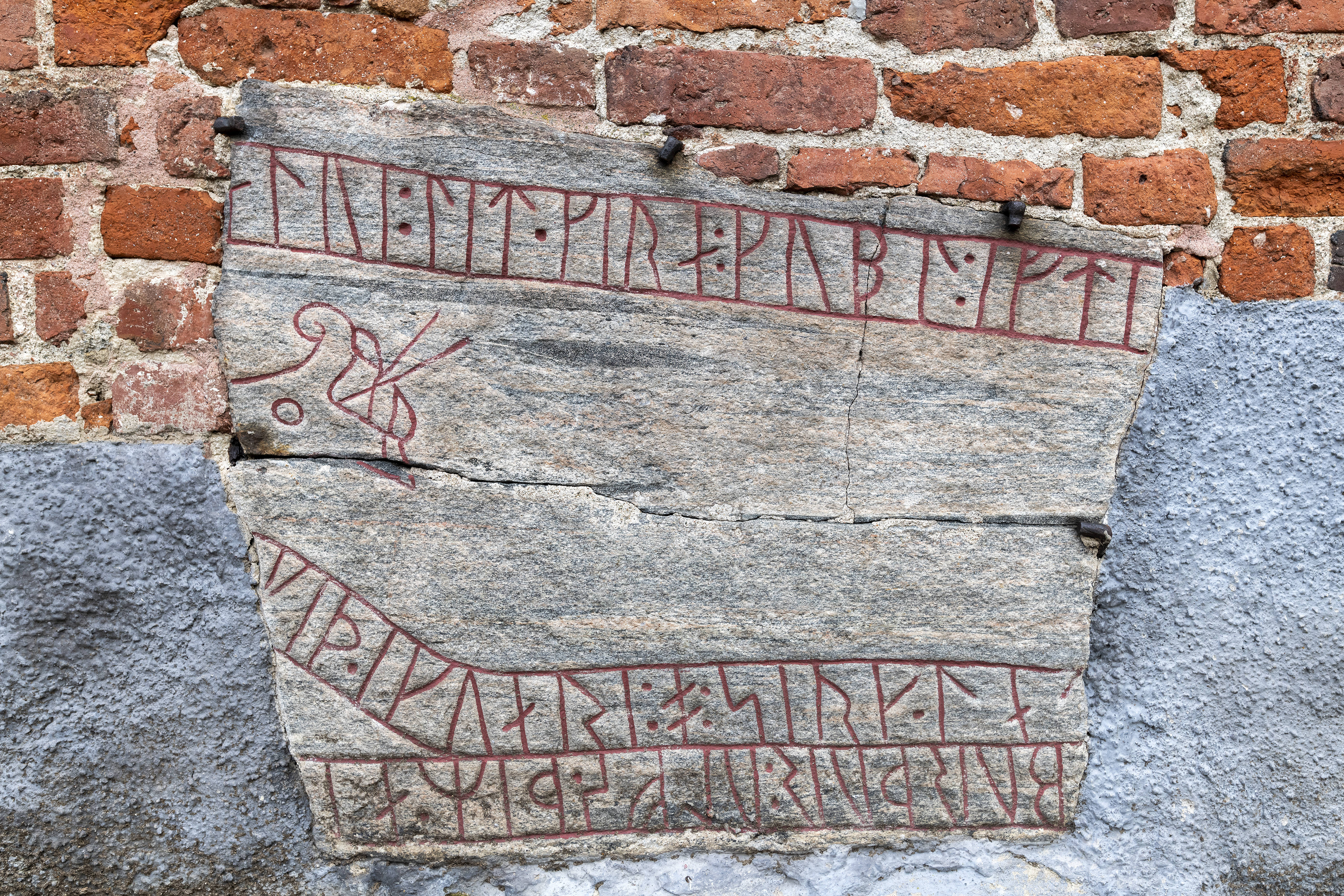
Sö 281